# Copaifera venezuelana
Copaifera venezuelana là một loài thực vật có hoa trong họ Đậu. Loài này được Harms & Pittier miêu tả khoa học đầu tiên.